# Ilex julianii
Ilex julianii är en järneksväxtart som beskrevs av Edwin. Ilex julianii ingår i släktet järnekar, och familjen järneksväxter. Inga underarter finns listade i Catalogue of Life.